# Майкл Джексон (письменник)
Майкл Джеймс Джексон (англ. Michael James Jackson; 27 березня 1942 — 30 серпня 2007) — англійський письменник та журналіст. Він був автором кількох основоположних книг про пиво та віскі. Його роботи регулярно публікувалися у різних друкованих ЗМІ, особливо Індепендент і The Observer. Починаючи з 1970-х років був ведучим популяризатором пива, розробив першу класифікацію стилів пива, в тому числі детальну географічно-гастрономічну класифікацію бельгійського елю.

## Життєпис
Майкл Джеймс Джексон народився в Лідсі, в єврейської родині литовського походження. Його батько англізував своє літвацьке прізвище Яковітс (англ. Jakowitz) у Джексон (англ. Jackson). Сім'я Джексонів переїхала до Лідсу після війни.
Джексон отримав широку популярність серед поціновувачів пива з виходом у 1977 його книги «The World Guide To Beer», перекладеної на ряд мов і безліч перевидань. У цій книзі він запропонував першу класифікацію стилів пива і детально описав традиції та звичаї, пов'язані з виробництвом та споживанням цього напою у всьому світі. До того часу існувала вже достатньо велика традиція журналістики, пов'язаної з популяризацією та споживанням вина, і Майкл Джексон став першим, хто поширив аналогічну журналістику на ель і пиво. Сучасна концепція стилів пива головним чином базується на роботах Майкла Джексона кінця 1970-х — початку 1980-х років.
Він незабаром став запрошеним колумністом та експертом в області пива в ряді періодичних видань, особливо в Північній Америці, де до 1990-м рокам стала швидко розвиватися культура мікроброварень. Він став ведучим нового телешоу «The Beer Hunter» на 4-му каналі, а потім на Discovery Channel. Протягом наступних тридцяти років його колонки з дегустації пива, а потім та віскі стали регулярними в провідних британських газетах, таких як «The Independent», «The Observer» та інших. Крім популярних книг по елям і пиву, його книга «Whisky Companion» (1989) стала світовим бестселером та також була переведена на безліч мов.
Підхід Майкла Джексона до пивної публіцистиці характеризувався особливою увагою до локальних гастрономічних традицій і до ролі цього напою в традиційній культурі та звичаях країн пивних виробників. У пізніші роки він особливо сконцентрувався на бельгійському пиві, класифікація якого стала відповідно найдокладнішою та сприяла подальшому розповсюдженню бельгійського пива в усьому світі. Крім опису власне стилів цього напою та критики виробників, він створив власну лінію пивного посуду, як для споживання, так і для професійної дегустації пива. Їм була розроблена стобальна оцінна шкала якості та смакових особливостей пива (а потім та віскі), широко використовувана в гастрономічних публікаціях. Останньою закінченою роботою Майкла Джексона стало нове видання монографії «Great Beers of Belgium», що вийшло вже посмертно.
Крім пов'язаних з гастрономією питань, він також публікувався як спортивний оглядач з регбі. Серед професійних нагород М. Джексона — премія «André Simon» з гастрономічної літератури, «Glenfiddich Trophy» з кулінарної літератури, бельгійська нагорода «Ridderschap van de Roerstok» (традиційно присуджують лише пивоварам), James Beard Foundation Award та ряд інших.

## Мультимедіа
- The Beer Hunter (1995), CD-ROM про американську пивну культуру.
- World Beer Hunter (1996), CD-ROM про пивні культури світу.